# Wesleyanische Kirche im südlichen Afrika
Die Wesleyanische Kirche im südlichen Afrika (WCSA; englisch Wesleyan Church of Southern Africa) ist die wesleyanische Kirche im südlichen Afrika. Sie wurde 1900 gegründet. Sie hat ihren Hauptsitz in Brakpan in der Provinz Gauteng in Südafrika.
Die WCSA bildeten sich aus der Wesleyan Missionary Society heraus, die unter anderem ab Anfang des 19. Jahrhunderts bei der Missionsarbeit in Namibia aktiv war.
Vorsitzender der Kirche ist Reverend Doctor Galela. Die WCSA ist eng mit der Methodist Church of Southern Africa verbunden, die in Botswana, Eswatini, Lesotho, Namibia und Südafrika aktiv ist.